# Spogostylum trinotatum
Spogostylum trinotatum är en tvåvingeart som först beskrevs av Dufour 1852.  Spogostylum trinotatum ingår i släktet Spogostylum och familjen svävflugor. Inga underarter finns listade i Catalogue of Life.